# ダス (クレーター)
ダス(Das)は月のクレーターであり、地球から見ると月の裏側に位置する。ダスはチェビシェフ (クレーター)というクレーターの北西に位置している。ダスの南西にはでこぼこなクレーターであるマリオッテ (クレーター)があり、東北東にはフォン・デァ・パーレン (クレーター)というクレーターがある。
ダスの縁は鋭く、いずれのクレーターにも重なっていない。ダスの形は、西と北西にわずかに膨らんでいる以外は大体円形になっている。クレーターの内壁はいびつな底に向けて急激に下がっている。
このクレーターはかすかな光条を持っている。高いアルベドを持つ噴出物により、光条はクレーター径の2倍の大きさがある。噴出物は北西にかすかな光条を形成している。

## 従属クレーター
ダスのごく近くにある小さな無名のクレーターについては、アルファベットを付加することによって識別される。
| 名称 | 月面緯度 | 月面経度 | 直径  |
| ---- | -------- | -------- | ----- |
| G    | 26.9° S  | 135.2° W | 32 km |